# 腰越駅
腰越駅（こしごええき）は、神奈川県鎌倉市腰越二丁目にある、江ノ島電鉄の駅。駅番号はEN07。
隣接する江ノ島駅付近から当駅までは併用軌道になり、道路上を走る。

## 歴史
- 1903年（明治36年）6月20日：谷戸駅として開業。
- 1948年（昭和23年）7月15日：腰越駅に改称。
- 1993年（平成5年）4月22日：ホーム延長。

## 駅構造

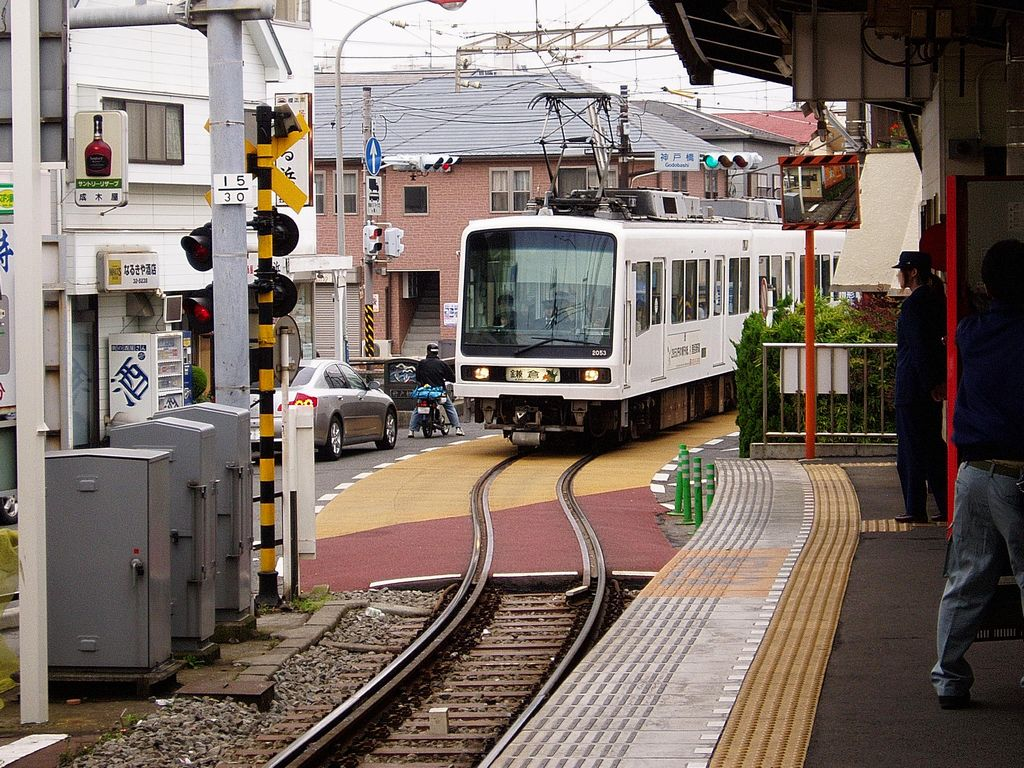
腰越駅ホームから江ノ島方面を望む（2006年5月）

単式ホーム1面1線を有する地上駅。日中は駅係員が配置され、出改札業務を行っている。
ホームの藤沢方は併用軌道と踏切が重なり、踏切は、ちょうど併用軌道に乗り入れる場所にあるため、遮断機が山側1基しかない（警報機は道路側にもある）。また鎌倉方も踏切となっているため、4両編成の列車は鎌倉方の1両がホームからはみ出て停車するためドアが開かない。このため、乗務員室には「江ノ島・鎌倉高校前 確認」と表示されたドアカット・スイッチが設置され、前後駅で車掌が操作しているほか、車両自体が地・車上子を介して、腰越駅到着を認識しドアカットを行うようにフェイルセーフが設定されている。車両に搭載されている自動放送装置でも、4両編成組成時には腰越駅で1両ドアが開かない旨の放送が流れる。また、江ノ島駅、鎌倉高校前駅のホームにも「BZ確認！」と注意書きがある。なお、スペースの関係で車掌用のデッキは設置されていない。1993年のホーム延長前は2両分しかホームがなく、4両運転時は鎌倉方2両からの乗降ができなかった。
出入口にはICカード用簡易改札機とタッチ決済・QRコード決済のリーダーが設置されている。

## 利用状況
2019年（令和元年）度の1日平均乗降人員は2,945人であり、江ノ電全15駅中9位。
近年の1日平均乗降・乗車人員推移は下記の通り。
| 年度               | 1日平均 乗降人員 | 1日平均 乗車人員 | 出典     |
| ------------------ | ---------------- | ---------------- | -------- |
| 1995年（平成07年） |                  | 1,445            | [ * 1 ]  |
| 1998年（平成10年） |                  | 1,282            | [ * 2 ]  |
| 1999年（平成11年） |                  | 1,259            | [ * 3 ]  |
| 2000年（平成12年） |                  | 1,234            | [ * 3 ]  |
| 2001年（平成13年） |                  | 1,260            | [ * 4 ]  |
| 2002年（平成14年） |                  | 1,266            | [ * 5 ]  |
| 2003年（平成15年） |                  | 1,222            | [ * 6 ]  |
| 2004年（平成16年） |                  | 1,260            | [ * 7 ]  |
| 2005年（平成17年） |                  | 1,336            | [ * 8 ]  |
| 2006年（平成18年） |                  | 1,380            | [ * 9 ]  |
| 2007年（平成19年） |                  | 1,136            | [ * 10 ] |
| 2008年（平成20年） | 3,059            | 1,031            | [ * 11 ] |
| 2009年（平成21年） |                  | 952              | [ * 12 ] |
| 2010年（平成22年） |                  | 925              | [ * 13 ] |
| 2011年（平成23年） | 2,753            | 890              | [ * 14 ] |
| 2012年（平成24年） | 3,903            | 1,972            | [ * 15 ] |
| 2013年（平成25年） | 4,044            | 1,968            | [ * 16 ] |
| 2014年（平成26年） | 4,219            | 2,068            | [ * 17 ] |
| 2015年（平成27年） | 4,288            | 2,103            | [ * 18 ] |
| 2016年（平成28年） | 4,451            | 2,188            | [ * 19 ] |
| 2017年（平成29年） | 3,065            | 1,555            | [ * 20 ] |
| 2018年（平成30年） | 3,047            | 1,547            | [ * 21 ] |
| 2019年（令和元年） | 2,945            |                  |          |

## 駅周辺
- 鎌倉市腰越行政センター
- 満福寺（源義経が腰越状を書いたことで有名）
- 浄泉寺
- 小動神社
- 腰越漁港
- 小動岬
- 神奈川県道304号腰越大船線

### バス路線
駅前を流れる神戸川対岸の「腰越駅」が最寄りバス停。全路線江ノ電バスによる運行。
- N3 - 大船駅東口交通広場行 ／ 江ノ島行
- F4 - 藤沢駅南口行 ／ 小動循環・小動行（土日祝のみ3本）

## 隣の駅
江ノ島電鉄
 江ノ島電鉄線
江ノ島駅 (EN06) - 腰越駅 (EN07) - 鎌倉高校前駅 (EN08)